# Франсуа Маті
Франсуа Маті (31 грудня 1944) — бельгійський вершник.
Бронзовий призер Олімпійських Ігор 1976 (індивідуальний конкур), 1976 (командний конкур) років, учасник 1972 року.